# Luca Bernardi
Luca Bernardi (San Marino, 29 agosto 2001) è un pilota motociclistico sammarinese due volte vincitore del campionato italiano: nella classe Supersport 300 nel 2017 e nella classe Supersport 600 nel 2020.

## Carriera

### Gli inizi
Bernardi iniziò a gareggiare all'età di 5 anni nelle minimoto grazie al padre, ex pilota motociclistico, vincitore del campionato italiano di enduro nel 1991. Dopo aver corso a livello nazionale in varie categorie tra cui MiniGP, PreMoto3 (8º nel 2014 e 3º nel 2015) e Moto3 (23º nel 2016), Bernardi passò nel 2017 alla neonata Supersport 300, dove vinse il titolo italiano conquistando tre vittorie, nove podi su dodici gare e come peggior piazzamento tre quarti posti, ottenuti nelle restanti gare in cui non salì a podio. Nello stesso anno vinse anche il trofeo monomarca Yamaha R3 Cup.

### Supersport 300
Dopo aver partecipato al mondiale Supersport 300 nel 2017 come wildcard nei GP di Imola e Misano, ottenendo rispettivamente un settimo posto e un ritiro; Bernardi debuttò come pilota titolare nella categoria per la stagione 2018, con una Yamaha YZF-R3 nel Team Trasimeno. Ottenne come migliori risultati in gara durante la stagione, un quarto posto a Misano e una quinta posizione a Magny-Cours, chiudendo il campionato in 17º posizione finale. Nello stesso anno partecipò al CIV sempre nella Supersport 300, piazzandosi in seconda posizione finale.

### Supersport
Nel 2019, Bernardi esordì nella categoria Supersport 600 del CIV con una Yamaha YZF-R6 nel team Gas Racing, chiudendo la stagione all'undicesima posizione finale con un terzo posto, ottenuto al Mugello, come miglior risultato di gara. Cambiò squadra nella stagione seguente, passando al team Gomma Racing , dove vinse il titolo dopo aver realizzato sette podi su otto gare, vincendone quattro.
Nel 2021, Bernardi firmò con la squadra italiana CM Racing, per correre con una Yamaha YZF-R6 nel campionato mondiale Supersport. Nel gran premio inaugurale d'Aragona, concluse le gare con un quarto posto e un ritiro. Nella gara 2 del gran premio successivo disputato nel circuito di Estoril, Bernardi realizzò il suo primo podio chiudendo la corsa in seconda posizione. Tornò sul podio nel GP di Misano, ottenendo la seconda posizione in entrambe le gare disputate. In occasione del Gran Premio di Magny-Cours ottenne la prima pole position ma, a causa di una caduta in gara 2, fu costretto a saltare i successivi eventi. Il suo posto in squadra, in questo frangente, venne preso da Randy Krummenacher. Con i punti ottenuti nella parte di stagione disputata, chiuse il campionato al nono posto.

### Superbike
Nel 2022 disputa le gare in territorio europeo del mondiale Superbike con il team Barni Racing. Raccoglie trentacinque punti che gli consentono di classificarsi al diciottesimo posto nel mondiale e all'ottavo posto nel Trofeo Indipendenti. Per gli ultimi tre Gran Premi viene sostituito da Javier Forés, andando a terminare l'anno nel mondiale Supersport con il team della stagione precedente, in questo frangente ottiene un punto classificandosi trentacinquesimo.
Nel 2023 fa il suo esordio nella classe superbike del campionato italiano. Gareggia come pilota titolare per Nuova M2 Racing in sella ad un'Aprilia, i compagni di squadra sono Alex Bernardi e Samuele Cavalieri. Porta a termine, conquistando punti, tutte le gare previste e sale sul podio in cinque occasioni tra cui due vittorie. Chiude la stagione al terzo posto tra i piloti portando Aprilia al secondo tra i costruttori. Nel 2024 prosegue con la stessa squadra dell'annata precedente, sale sul podio in sei delle dodici gare previste con una vittoria in gara due al secondo evento del Mugello; chiude il campionato al quarto posto. Terminati gli impegni in ambito nazionale, disputa gli ultimi due Gran Premi del mondiale Superbike in qualità di pilota wild card con Yamaha Motoxracing. Porta a termine tutte le gare ma al di fuori della zona punti.

## Risultati in gara

### Campionato mondiale Supersport 300
| 2017 | Moto   |  |  |   |  |     |  |  |  |  | Punti | Pos. |
| ---- | ------ |  |  | - |  | --- |  |  |  |  | ----- | ---- |
| 2017 | Yamaha |  |  | 7 |  | Rit |  |  |  |  | 9     | 24º  |

| 2018 | Moto   |    |    |    |    |    |   |     |   |  | Punti | Pos. |
| ---- | ------ | -- | -- | -- | -- | -- | - | --- | - |  | ----- | ---- |
| 2018 | Yamaha | SQ | SQ | 12 | 14 | 21 | 4 | Rit | 5 |  | 30    | 17º  |

| Legenda | 1º posto        | 2º posto            | 3º posto           | A punti      | Senza punti        | Grassetto – Pole position Corsivo – Giro più veloce |
| Legenda | Gara non valida | Non qual./Non part. | Ritirato/Non class | Squalificato | '-' Dato non disp. | Grassetto – Pole position Corsivo – Giro più veloce |

### Campionato mondiale Supersport
| 2021 | Moto   |   |     |   |   |   |   |    |   |   |   |   |   |   |     |     |     |     |     |     |     |     |     |     |     | Punti | Pos. |
| ---- | ------ | - | --- | - | - | - | - | -- | - | - | - | - | - | - | --- | --- | --- | --- | --- | --- | --- | --- | --- | --- | --- | ----- | ---- |
| 2021 | Yamaha | 4 | Rit | 7 | 2 | 2 | 2 | 12 | 5 | 6 | 5 | 3 | 3 | 5 | Rit | Inf | Inf | Inf | Inf | Inf | Inf | Inf | Inf | Inf | Inf | 161   | 9º   |

| 2022 | Moto   |  |  |  |  |  |  |  |  |  |  |  |  |  |  |  |  |  |  |     |     |     |    |    |    | Punti | Pos. |
| ---- | ------ |  |  |  |  |  |  |  |  |  |  |  |  |  |  |  |  |  |  | --- | --- | --- | -- | -- | -- | ----- | ---- |
| 2022 | Ducati |  |  |  |  |  |  |  |  |  |  |  |  |  |  |  |  |  |  | Rit | Rit | Rit | 17 | 15 | 16 | 1     | 35º  |

| Legenda | 1º posto        | 2º posto            | 3º posto           | A punti      | Senza punti        | Grassetto – Pole position Corsivo – Giro più veloce |
| Legenda | Gara non valida | Non qual./Non part. | Ritirato/Non class | Squalificato | '-' Dato non disp. | Grassetto – Pole position Corsivo – Giro più veloce |

### Campionato mondiale Superbike
| 2022 | Moto   |    |    |    |    |    |    |    |    |    |    |    |    |    |    |    |    |    |    |    |    |    |     |    |    |    |    |    |  |  |  |  |  |  |  |  |  |  |  |  |  |  |  | Punti | Pos. |
| ---- | ------ | -- | -- | -- | -- | -- | -- | -- | -- | -- | -- | -- | -- | -- | -- | -- | -- | -- | -- | -- | -- | -- | --- | -- | -- | -- | -- | -- |  |  |  |  |  |  |  |  |  |  |  |  |  |  |  | ----- | ---- |
| 2022 | Ducati | 12 | 17 | 16 | 18 | 20 | 14 | 13 | 15 | 15 | 14 | 14 | 13 | 18 | 22 | 16 | 14 | 14 | 10 | 15 | 15 | 13 | Rit | 12 | 11 | 17 | 18 | 13 |  |  |  |  |  |  |  |  |  |  |  |  |  |  |  | 35    | 18º  |

| 2024 | Moto   |  |  |  |  |  |  |  |  |  |  |  |  |  |  |  |  |  |  |  |  |  |  |  |  |  |  |  |  |  |  |    |    |    |    |    |    |  |  |  |  |  |  | Punti | Pos. |
| ---- | ------ |  |  |  |  |  |  |  |  |  |  |  |  |  |  |  |  |  |  |  |  |  |  |  |  |  |  |  |  |  |  | -- | -- | -- | -- | -- | -- |  |  |  |  |  |  | ----- | ---- |
| 2024 | Yamaha |  |  |  |  |  |  |  |  |  |  |  |  |  |  |  |  |  |  |  |  |  |  |  |  |  |  |  |  |  |  | 20 | 23 | 17 | 21 | 24 | 19 |  |  |  |  |  |  | 0     |      |

| Legenda | 1º posto        | 2º posto            | 3º posto           | A punti      | Senza punti        | Grassetto – Pole position Corsivo – Giro più veloce |
| Legenda | Gara non valida | Non qual./Non part. | Ritirato/Non class | Squalificato | '-' Dato non disp. | Grassetto – Pole position Corsivo – Giro più veloce |

### Motomondiale

#### MotoE
| 2025 | Classe | Moto   |    |   |     |    |    |    |  |  |  |  |  |  |  |  |  | Punti | Pos. |
| ---- | ------ | ------ | -- | - | --- | -- | -- | -- |  |  |  |  |  |  |  |  |  | ----- | ---- |
| 2025 | MotoE  | Ducati | 13 | 9 | Rit | 13 | 14 | 13 |  |  |  |  |  |  |  |  |  | 18    |      |

| Legenda | 1º posto        | 2º posto            | 3º posto            | A punti      | Senza punti        | Grassetto – Pole position Corsivo – Giro più veloce |
| Legenda | Gara non valida | Non qual./Non part. | Ritirato/Non class. | Squalificato | '-' Dato non disp. | Grassetto – Pole position Corsivo – Giro più veloce |